# ナナシーシュリンプ
ナナシーシュリンプは、レッドビーシュリンプショップ BOUSE を運営している小西大志が2013年12月に発表した新種のシュリンプ。
スポットと縦縞があり個体を固定化した改良品種である。体長は2cm前後で寿命は1年半程度。

## 飼育
- pH：6.0-8.0。弱酸性が繁殖には良いとされているが、そうでなくても抱卵する。
- 水温：22-27℃。高温には弱い。
- 餌：雑食性で食性は幅広い。ウィローモス、赤虫、茹でたほうれん草（必ず無農薬か有機栽培）やタンポポ、エビ用の餌など

現在は作出者自身はナナシーシュリンプのブリーディングをやめており　ごく一部のブリーダーが繁殖を続けているのみ